# Alojz Kovačič
Alojz Kovačič, slovenski kovač, član organizacije TIGR, * 15. maj 1902, Drobočnik, † (?) marec 1945, Linz.

## Življenje in delo
Ljudsko šolo je obiskoval pri Sv. Luciji (sedaj Most na Soči), nato se je izučil za kovača. Med opravljanem kovaškega poklica je v domači vasi sodeloval v Prosvetnem društvu, v Sv. Luciji pa se je pridružil ilegalni celici, ki se je borila proti fašističnemu nasilju. Ilegalno protifašistično dejavnost je opravljal po vseh okoliških vaseh. Prenašal je prepovedano slovensko literaturo čez državno mejo in iz Grahovega ob Bači ter pogosto vodil politične in druge ubežnike čez državno mejo iz Italije v Kraljevino Srbov, Hrvatov in Slovencev. Leta 1927 je kupil kovačijo na Grahovem ob Bači ter postal vodja ilegalne dejavnosti v Baški grapi. Sodeloval je z ilegalnimi celicami na Grahovem, v Rutu in na Koritnici, Temljinah in Kneži. Po njegovi zaslugi so tigrovci raznosili protifašistične letake, ki so pozivali k nesodelovanju na volitvah 24. marca 1929 v vsako slovensko družino v Baški grapi. Leta 1933 je pred aretacijo z ženo in tremi otroki pobegnil v Kraljevino Jugoslavijo. Pri Stični je odprl samostojno kovačijo. Po napadu na Jugoslavijo se je najprej pridružil legiji primorskih izseljencev, nato pa je kot gospodarski referent sodeloval v narodnoosvobodilni borbi. Po italijanski kapitulaciji je odšel v partizane. Pozno jeseni 1944 je bil v bitki z Nemci pri Žužemberku težko ranjen. Imel je prestreljeno stegno. Nemci so ga ujeli in brez zdravniške oskrbe poslali v koncentracijsko taborišče pri Linzu, kjer je po 4. mesecih telesno izčrpan sredi marca 1945 umrl.  